# Yun Chi-ho
Yun Chi-ho(1865 - 1945) foi um político e educador coreano, bem como um ativista da independência da Coreia.

## Biografia

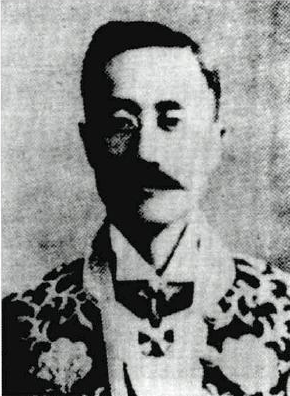
Yun Chi-ho (1907)

Yun o seu a partir de Nobreza coreana, mas seu pai era Yun Ungryel filhos ilegítimos uma nobreza. Ele estava estudando no Japão 1881-1883, quando maio de 1883, retorno a um intérprete de Lucius Foote, Chefe de Missão Embaixador da Coréia Joseon dinastia.
após 1883, ele está envolvido na atividade de movimento de reforma de 1884 participar no golpe Gapsin. Mas o golpe falhou e ele fleded para a China. Golpe fracassado na frustração do álcool e um bordel vivida. 1885-1888 'universidade do Meio-Oeste "está na matemática
1888 foi para a América, ele foi estudado, da Universidade Vanderbilt de 1891, após a Emory University estudou e 1883 Voltar para Xangai. 1895 retornou para a Coréia. Ele era repetir envolvidos na atividade movimento de reforma, e ele era "o Clube Independência", "atividade Popular associação conjunta, e argumentou que a concessão de direitos de voto e direitos de voto. Mas as pessoas era suspeito foi essa traição ao imperador. Ele ficou desapontado parada das atividades de reforma, e prospectivamente para instrutor de proficiência. Quando 1912 foi de redenção ser 105 eventos populares, ele foi 1919 é ausente de 3.1 movimento. mas estava ausente do Império japonês, ou em vários eventos organizados pelo Governador-Geral da Coréia. Depois, o Japão polícia foi a sua vigilância Suffer, seguido, em 1940 foi de medo tergiversated sensação, seguidos prospectivamente saber.